# Georg Egestorff

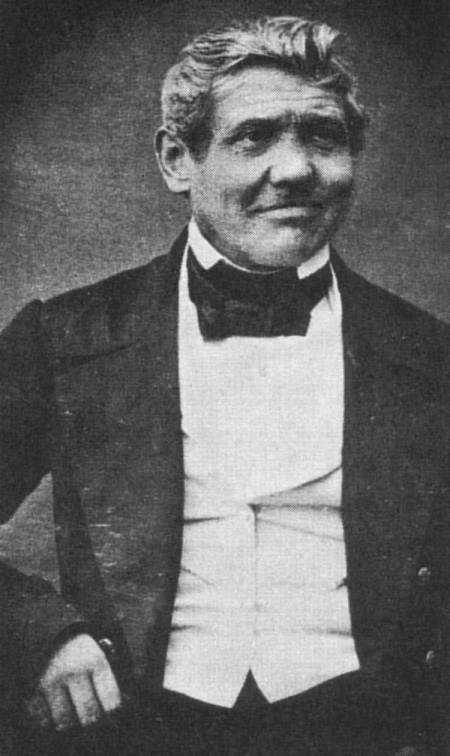
Georg Egestorff

Georg Egestorff (* 7. Februar 1802 in Linden; † 27. Mai 1868 ebenda) war ein deutscher Industrieller, Sohn des Unternehmers Johann Egestorff.

## Familie
1827 heiratete er Johanne Dorothee Haase (* 10. Juni 1807 in Hainholz; † 5. Januar 1880 in Linden), bei der es sich um die Tochter des Lindener Ökonomen Rudolf Wilhelm Haase und die Enkelin des Gastwirts Wilhelm Christian Friedrich Haase, Eigentümers des British Hotel (1746 als Neue Schänke neuerbaut) am Neustädter Markt handelte. Neben dem früh verstorbenen Sohn Johann Rudolf Leopold (1834–1836) hatte das Paar fünf Töchter.

## Leben
Georg Egestorff erlernte in Hildesheim das Böttcherhandwerk, wurde dann aber nach Linden zurückgerufen, um für die ausgedehnten Geschäfte seines Vaters eine bis dahin völlig fehlende Buchführung einzurichten. Unter der Mitwirkung von Georg Egestorff blühten alsbald die Geschäfte auf.
Man errichtete in Bremen eine Kommandite und erweiterte den Betrieb aller einzelnen Unternehmungen. Georg Egestorff gründete 1831 in Badenstedt eine Saline, und als sein Vater 1834 starb, übernahm er die Leitung der gesamten Geschäfte. 1835 wurde die Eisen-Giesserey und Maschinenfabrik Georg Egestorff geschaffen, aus der 1871 die Hanomag hervorging. Die Maschinenfabrik baute Dampfmaschinen, Kessel und Maschinen für industrielle Zwecke, ab 1846 auch Dampflokomotiven. Das Werk lieferte nach Geestemünde hydraulische Kräne und rüstete die großen Pumpwerke in Hannover, Herrenhausen und Braunschweig aus.

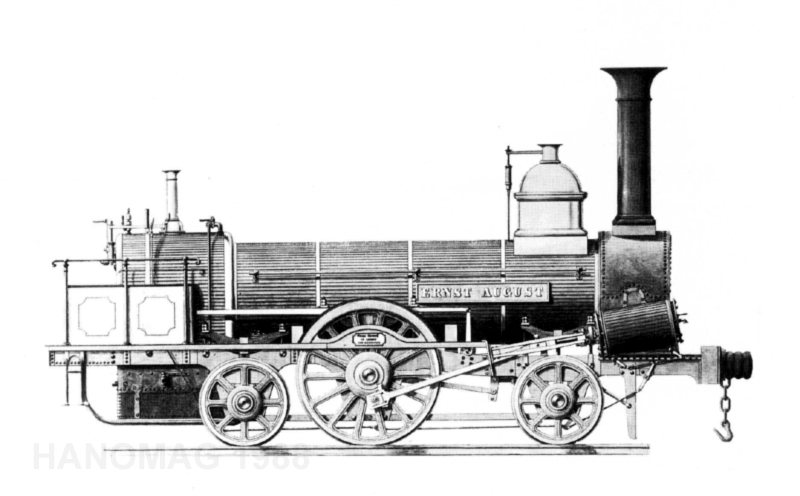
Die von Egestorff 1846 erste ausgelieferte Lokomotive „Ernst August“ wurde zur Eröffnung der Eisenbahnstrecke Hannover-Hildesheim und unter Generalpostdirektor Wilhelm August von Rudloff zur Postbeförderung eingesetzt
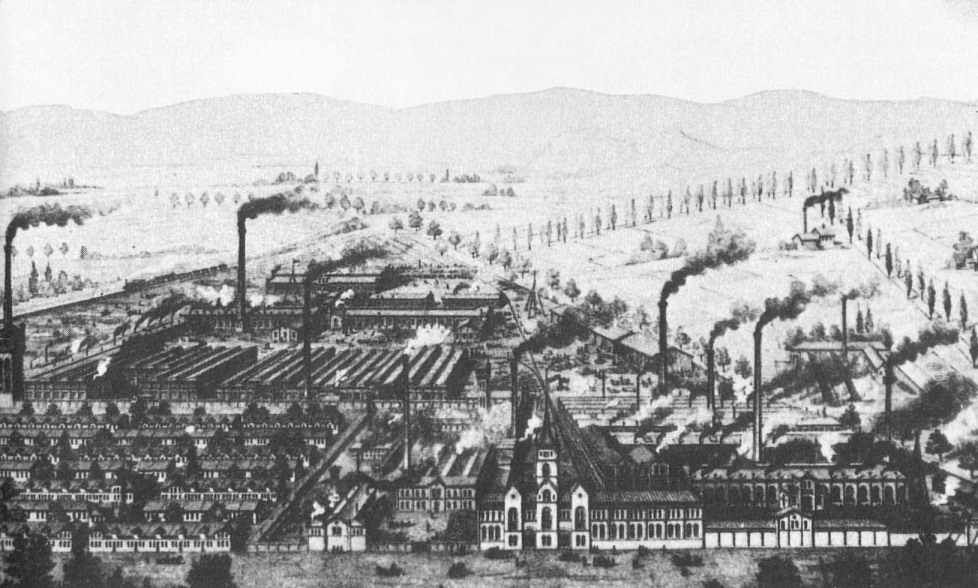
Die Eisen-Giesserey und Maschinenfabrik Georg Egestorff, die spätere Hanomag in Linden, im Hintergrund der Deister; etwa Mitte 19. Jahrhundert
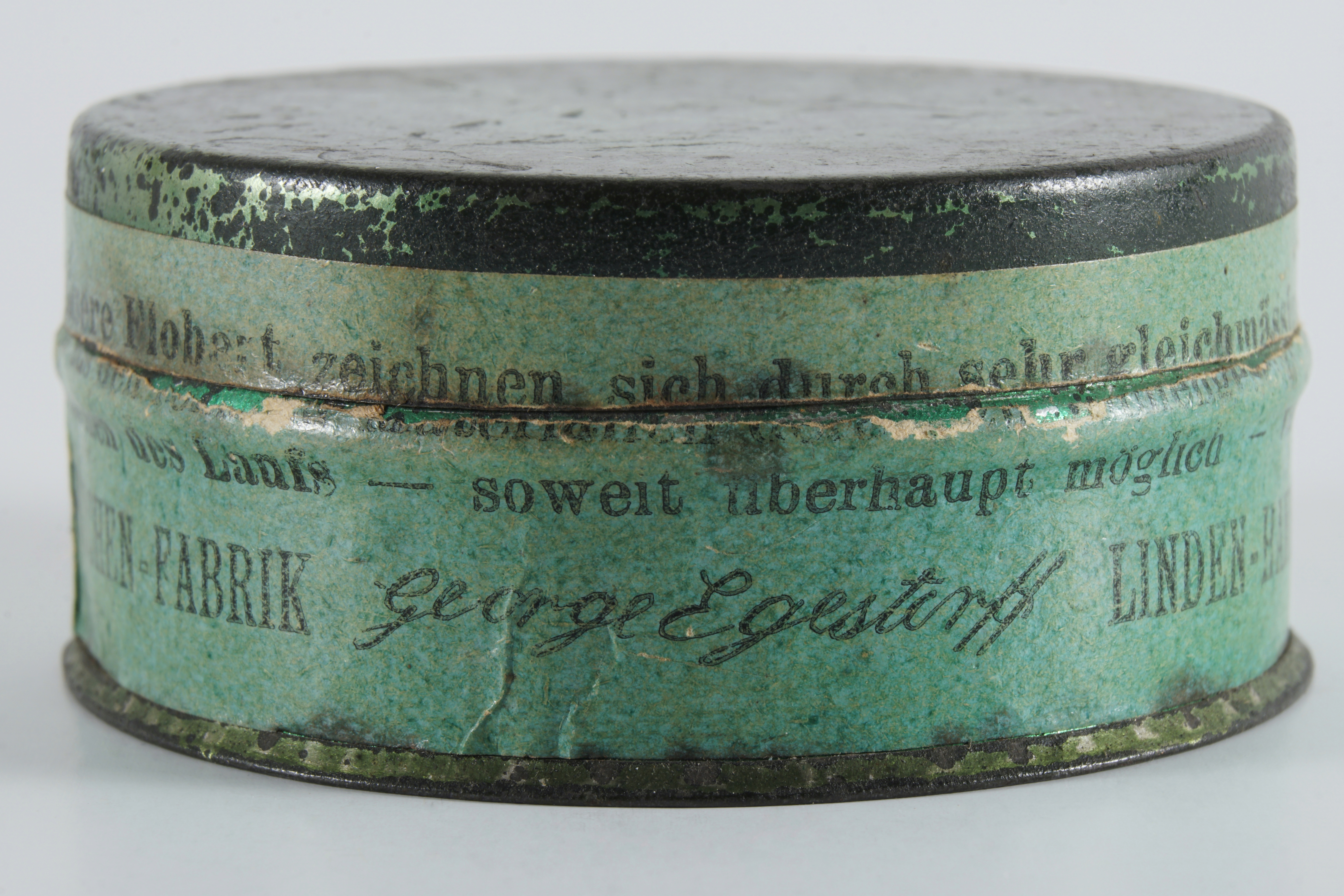
Faksimilierte Unterschrift Egestorffs auf der Banderole einer Blechdose der Zündhütchen-Fabrik von Georg Egestorff
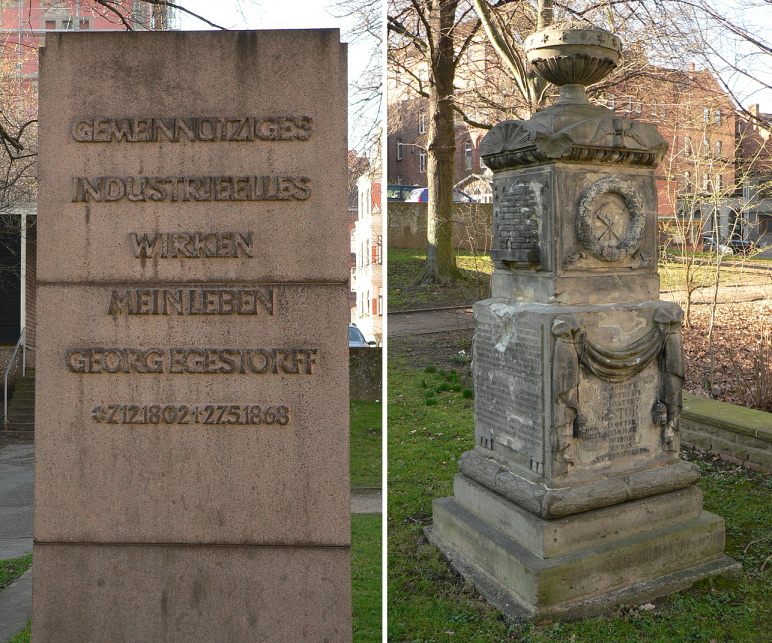
Denkmal und Grabstein im Von-Alten-Garten in Hannover-Linden
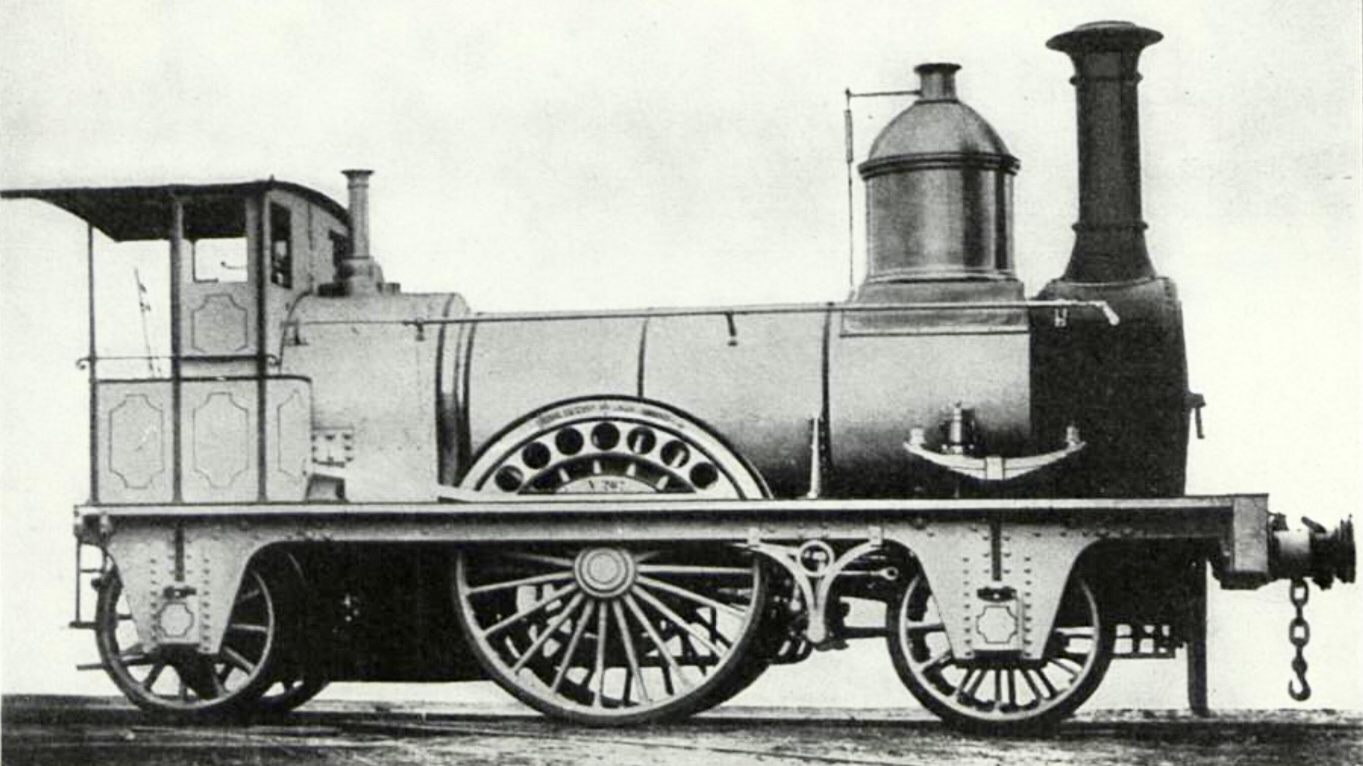
Eisen-Giesserey und Maschinenfabrik Georg Egestorff „Lüneburg“ 1863

1839 errichtete Egestorff eine chemische Fabrik, speziell für die Herstellung von Soda und dessen Nebenerzeugnissen, 1856 eine Ultramarinfabrik und eine Fabrik für Zündhütchen.
Für seine Arbeiter schuf er Kranken-, Unterstützungs- und Sterbekassen, eine Volksspeiseanstalt, einen Kindergarten und eine Kinderbewahranstalt. Auch dotierte er eine Freischule zunächst für 80 Kinder.
1857 schuf der Bildhauer Caspar von Zumbusch eine Marmor-Büste Egestorffs.
Georg Egestorff starb ohne überlebende männliche Nachkommen. Der Besitz wurde zunächst durch seinen Schwiegersohn und kaufmännischen Direktor Alfred Houget zusammengehalten. Die Maschinenfabrik wurde 1868 an Bethel Henry Strousberg veräußert und von diesem bedeutend ausgebaut, 1871 aber wie auch die übrigen Unternehmungen von Egestorff in die Hannoversche Maschinenbau-Aktiengesellschaft vormals Georg Egestorff zu Linden vor Hannover (HANOMAG) umgewandelt.